# Crossair
Crossair (offiziell Crossair AG, ICAO-Code CRX, IATA-Code LX, Callsign Crossair) war eine Regionalfluggesellschaft, die 1978 von Moritz Suter als Crossair, Aktiengesellschaft für europäischen Regionalluftverkehr  gegründet wurde. Ein von Suter bereits 1975 gegründetes Lufttaxi-Unternehmen ging in der Crossair auf. Mit 6. Dezember 2001 erfolgte die Umfirmierung auf Crossair AG.
Nach der Insolvenz der Swissair im Oktober 2001 wurde die Crossair per Statutenänderung vom 13. Mai 2002 in Swiss International Air Lines AG umfirmiert und übernahm unter ihrem neuen Namen die Aufgaben einer nationalen Fluggesellschaft der Schweiz («Betrieb einer schweizerischen Fluggesellschaft zur Beförderung von Passagieren, Fracht und Post im In- und Ausland. Die Gesellschaft kann sich an anderen Unternehmen beteiligen.»).

## Geschichte
Das Luftamt erteilte der Crossair am 26. April 1979 eine auf ein Jahr befristete Konzession, Firmenzweck gemäss Handelsregistereintrag war die «Durchführung von gewerbsmässigen Flügen im Linien- und Nichtlinienverkehr». Erste Ziele waren unter anderem Nürnberg, Klagenfurt und Innsbruck, wenig später folgte Luxemburg, im folgenden Jahr Hannover – meist Strecken, auf denen sie keine Konkurrenz hatte.

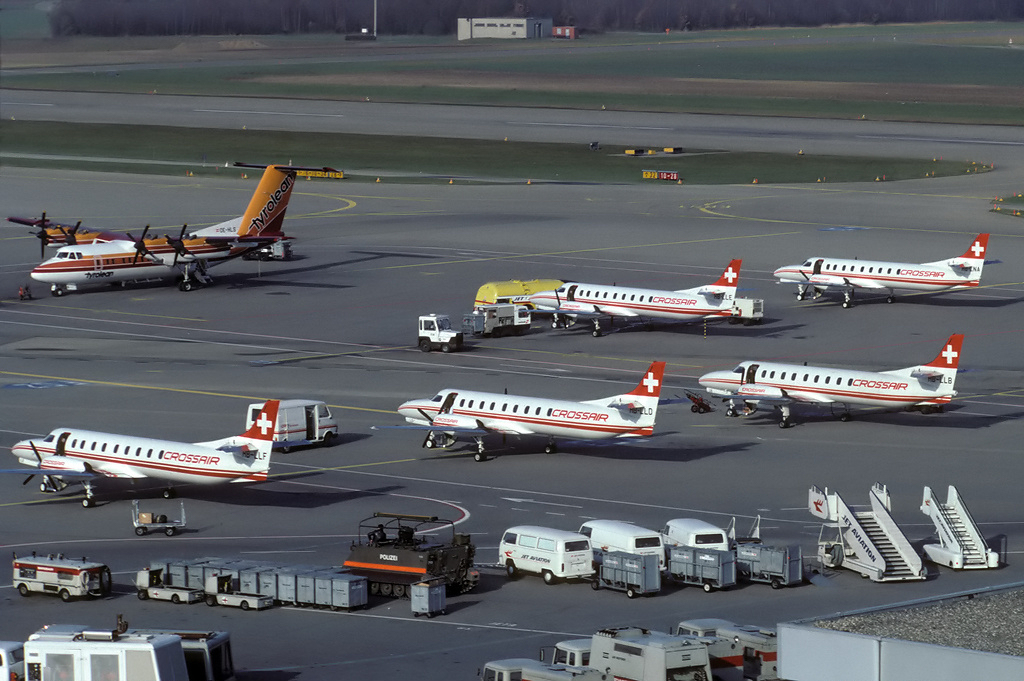
Metro II Flugzeuge der Crossair in Kloten 1981

Zum Einsatz kamen hier zweimotorige Turbopropflugzeuge vom Typ Swearingen Metroliner II. Die Strecken nach Deutschland musste Crossair aber schon bald auf Druck der Swissair an diese abtreten. Die Fluggesellschaft erhielt am 1. November 1983 nach einem jahrelangen Provisorium die definitive Betriebsbewilligung vom schweizerischen Bundesamt für Zivilluftfahrt. Heimatflughafen der Crossair war der Flughafen Basel-Mülhausen.

### 1988: erster Aktienanteil der Swissair
Crossair operierte so kostengünstig wie möglich, musste 1988 aber trotzdem 41 Prozent der Aktien an die damals übermächtige nationale schweizerische Fluggesellschaft Swissair verkaufen, um das wirtschaftliche Überleben zu sichern. 1984 war Crossair massgeblich an der Entwicklung der Saab 340 beteiligt, welche Cityliner genannt wurde. Dieser Maschinentyp bildete bis zur Übernahme der Saab 2000 das Rückgrat der Crossair-Flotte.
1990 begann der Betrieb der ersten Jets mit drei British Aerospace BAe 146-200A (Kennzeichen HB-IXB/-C und -D).

### Die Swissair wird Eigentümer der Crossair
1991 übernahm die Swissair die Mehrheit der Crossair-Aktien mit Stimmrecht und 1993 die Mehrheit der Crossair-Aktien überhaupt, womit diese zu ihrer Tochtergesellschaft wurde. Von BalairCTA übernahm Crossair 1995 eine ganze Reihe von McDonnell Douglas MD-82 und -83. Mit Hilfe dieser Jets, welche eine Kapazität von bis zu 156 Sitzplätzen hatten, stiess Crossair in völlig neue Gefilde vor. Die Jets wurden zum Teil für Reiseveranstalter zu den klassischen Ferienzielen eingesetzt, aber auch für die Mutter Swissair flog man zahlreiche Linienziele an, wie Tiflis oder Jerewan.

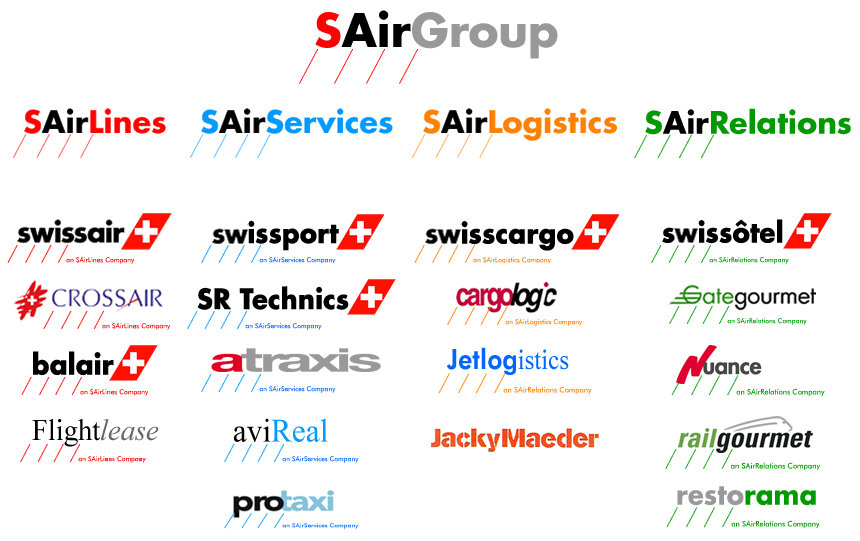
Organigramm der SAir Group

Nachdem Crossair als eine der ersten Airlines Mitte der achtziger Jahre bereits eine ganze Reihe von Saab-SF340A-Turboprops in Dienst gestellt hatte, war sie dann 1994 Erstkunde für die Saab 2000, welche auch heute immer noch als eines der schnellsten Turbopropflugzeuge gilt. Insgesamt betrieb Crossair bis zu 34 Exemplare dieser Maschine (Kennzeichen HB-IZA–HB-IZZ sowie HB-IYA–HB-IYH). Auf Wunsch der Crossair wurden übrigens bei den an sie ausgelieferten Saab 2000 die Toiletten mit einem Fenster versehen. Ein Novum, das es bis dahin nur bei der Boeing 747 und der russischen Tupolew Tu-134 gab. In Ergänzung zu diesen Concordinos (so die offizielle Bezeichnung in Anlehnung an die Concorde; bezogen auf die Eigenschaft als schnellster Turboprop der Welt) entschied man sich zur Jahrtausendwende, das Segment der 50-Sitzer nun auch mit Jets zu bestücken. Die Basler Gesellschaft entschied sich für die brasilianische Embraer-ERJ-145-Familie, von der 25 bestellt und auf ebenso viele optiert wurden. Ab Mitte 2000 kamen dann die ersten Maschinen zur Auslieferung und wurden zunächst auf Strecken, welche man für die Mutter Swissair betrieb, von Zürich aus eingesetzt.
Bereits Ende der neunziger Jahre wurden die BAe 146 gegen neuere Modelle des Typs Avro RJ85 (4 Stück) sowie Avro RJ100 (14 Stück) ausgetauscht.
Der Bordservice galt als überdurchschnittlich hoch. So waren ausnahmslos alle Maschinen mit blauen Ledersitzen ausgerüstet, die Jumbolinos, so die Crossair-Bezeichnung für die BAe- und Avro-Flugzeuge, waren mit nur 5 Sitzen (statt 6 wie bei den meisten anderen Fluggesellschaften) in einer Reihe ausgestattet. Die Bordverpflegung wurde auf Porzellan, die Getränke in Gläsern serviert, und die Mahlzeiten konnten die Passagiere mit Metallbesteck zu sich nehmen. Die Crossair-Kaffeelöffel waren bald ein beliebtes Souvenir bei den Gästen. Zur Begrüssung gab es wahlweise Orangensaft (handgepresst aus eigener Catering-Produktion) oder Champagner, der eigens für Crossair abgefüllt wurde. Diesen Service konnten ausnahmslos alle Passagiere an Bord geniessen, ob sie nun den niedrigsten oder den höchsten Tarif bezahlt hatten.
Auf Grund des grossen Erfolgs wurde dann ab 1998 der Flughafen Basel nach und nach zum Drehkreuz für Crossair ausgebaut. Man entwickelte das sog. Eurocross-Konzept. Dieses beinhaltete drei «Wellen» täglich, die es dem Passagier ermöglichten, via Basel Ziele in ganz Europa zu erreichen. Die zentrale Lage des EuroAirports und die Tatsache, dass Crossair an den meisten ausländischen Flugzielen Maschinen über Nacht stehen hatte, bildeten den Grundstock für dieses Konzept. Durch diese Staffelung der Abflüge konnte z. B. ein Passagier, welcher am Morgen aus Hamburg kam, dann nach Barcelona weiterflog, seinen Ursprungsort mit einem Rückflug über das Drehkreuz Basel am Abend wieder erreichen. Alleine am Montag und am Freitag, traditionell die Tage mit dem höchsten Verkehrsaufkommen, operierte Crossair bis zu 110 Flüge am Tag ex Basel. Die Ziele reichten von Helsinki, Stockholm oder Oslo im Norden, über Mitteleuropa mit Hamburg, Amsterdam, London und Brüssel bis zu Barcelona, Rom, Lissabon oder Palma de Mallorca im Süden Europas. So konnte Crossair insgesamt täglich über 1100 mögliche Streckenkombinationen via Basel anbieten. Möglich war das auch dadurch, dass Crossair in Basel praktisch der «Platzhirsch» war und die Umsteigezeiten am EuroAirport bei nur 30 Minuten lagen.
In Deutschland bediente Crossair zu dieser Zeit Bremen, Hamburg, Hannover, Rostock (saisonal), Westerland (saisonal), Berlin-Tempelhof, Leipzig, Dresden, Nürnberg, Düsseldorf, Köln, Stuttgart, Karlsruhe/Baden-Baden, München sowie Friedrichshafen. Die meisten Ziele wurden dreimal, einige wichtige wie Hamburg, Berlin oder München viermal am Tag angeflogen. Crossair nahm auch auf einigen Flugplätzen, an denen der «grosse» Luftverkehr bislang vorbeigeflogen war, eine Pionierrolle ein. So war es Crossair, die zuerst die Flughäfen Lugano-Agno im Tessin und Saint-Tropez an der Côte d’Azur regelmässig anflog.
An ihrem Hauptsitz am Basler EuroAirport betrieb Crossair einen Werftbetrieb zur Wartung der eigenen Flugzeuge sowie für Fremdwartungen. Im Jahr 2000 wurde dann mit dem Bau eines neuen zehnstöckigen Bürogebäudes neben den bestehenden Anlagen begonnen. An dieses war wiederum ein neuer Hangar angegliedert. Das Gebäude wurde dann aber erst nach der Umfirmierung zur Swiss International Air Lines im Sommer 2002 fertiggestellt. 2001 wurde ein Ausbildungsbetrieb für Flugzeugmechaniker und Piloten unter dem Namen Crosscat (jetzt Swiss Aviation Training) gegründet. Dort betrieb man u. a. Flugsimulatoren für die Saab 2000 und die ERJ-145.
Ab 2000 machte man sich dann Gedanken, wie die Maschinen vom Typ Avro und die McDonnell Douglas MD-80 ab ca. 2003/2004 ersetzt werden könnten. So war Crossair massgeblich an der Entwicklung der Embraer 170 beteiligt und wurde wie schon bei der Saab 2000 Erstbesteller. 50 Exemplare der 170er und des grösseren 190er-Modells wurden in Brasilien in Auftrag gegeben. Einer der Prototypen wurde in Crossair-Bemalung vorgestellt. Bei der Ablösung der MDs waren ebenfalls zwei Modelle im Rennen. Namentlich waren das die Boeing 737-800 sowie die Airbus-A320-Familie. Auf Grund der gemeinsam mit Swissair betriebenen Ersatzteilhaltung und der Synergie bei der Pilotenausbildung entschied man sich dann Mitte 2001 für letzteres Muster.

### Die Crossair als Basis der neuen Airline Swiss International Air Lines
Nachdem die Konzernmutter SAirGroup im Oktober 2001 Nachlassstundung beantragen musste, wurde es erforderlich, die gesamte Planung zu verändern. Die bisherige Tochtergesellschaft Crossair diente nun – durch Umfirmierung bereits im Mai 2001 – als Grundlage für den Aufbau der neuen schweizerischen Fluggesellschaft Swiss International Air Lines AG. So kamen die bestellten Airbus A320 später bei Swiss Sun, dem Charterableger der Swiss (2006 in die Swiss übergegangen), zum Einsatz, die Embraer-Jets wurden trotz der Tatsache, Erstkunde zu sein, (auch später von Swiss) nicht in Dienst gestellt.

### Spezialitäten
Bekannt wurde die Fluggesellschaft auch durch ihre zum Teil recht auffälligen Sonderbemalungen. So wurde zum Beispiel eine Saab 2000 (Kennzeichen HB-IZK) mit einer schwarz-weissen Das-Phantom-der-Oper-Bemalung versehen, da Crossair als offizieller Sponsor für die Aufführungen in Basel fungierte. Ebenfalls spektakulär war eine in komplett roter Bemalung und mit grosser McDonald’s-Aufschrift betriebene MD-83 (Kennzeichen HB-IUH). Als offizieller Sponsor des schwedischen Damen-Skiteams und auf Grund der Tatsache, dass deren grösster Star Anja Pärson im Februar 2001 Gold bei der Weltmeisterschaft in St. Anton am Arlberg gewonnen hatte, wurde eine MD-83 (Kennzeichen HB-ISX) mit riesiger «Congratulation»-Aufschrift und dem Bild von Pärson auf der linken Seite versehen.
Beliebt bei einem zahlungskräftigen Publikum waren auch sogenannte Kreuzflüge, benannt in Anlehnung an Kreuzfahrten. Für diese Flüge wurde bei einer MD-83 die Sitzplatzkapazität reduziert (meist wurden Businessclass-Sitze eingebaut), und dann wurde diese Maschine mit einer ausgesuchten Besatzung als ständige Begleiter für die Passagiere auf die Reise geschickt. So ging es unter anderem für je zwei Wochen nach Südamerika, Indien und Fernost sowie nach Australien. Auf diesen Flügen wurden dann alle wichtigen Sehenswürdigkeiten angeflogen, und die Gäste erlebten ein extra ausgearbeitetes Programm. Diese Flüge wurden in der Regel ein- bis zweimal pro Jahr angeboten.
Am 5. Mai 1986 wurde der Flug Basel–München, zum ersten Mal in der Geschichte der Schweizerischen Luftfahrt, durch eine Pilotin betrieben.

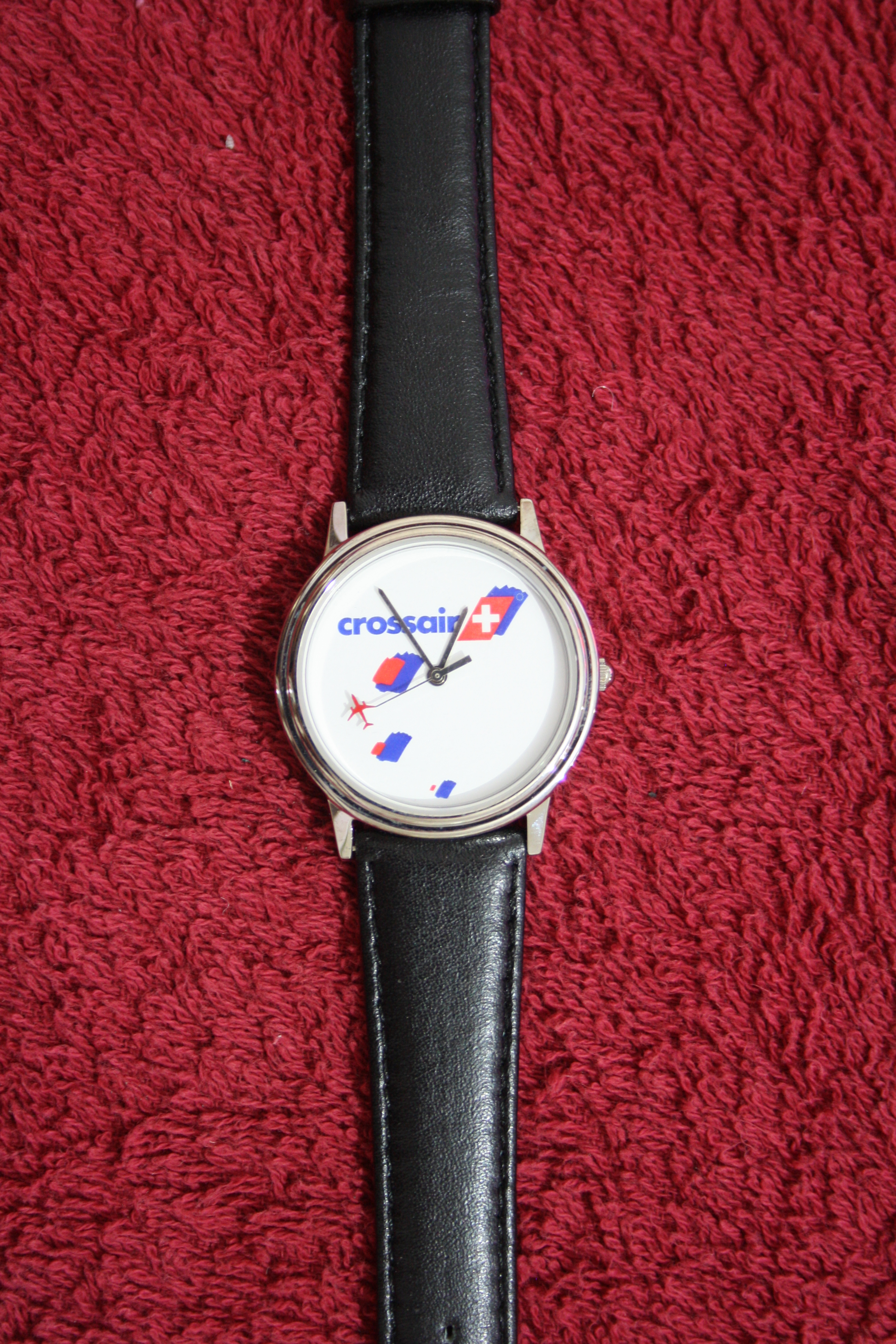
Crossair Werbeuhr, Nr. 817, als Wettbewerbspreis

In der Bordzeitschrift Crosstalk wurden immer wieder kleine Wettbewerbe ausgeschrieben, an welchen es Preise zu gewinnen gab.

## Flotte
- insgesamt 12 Swearingen Metroliner II/III – 1979 gelangten zwei und 1980 eine weitere Metroliner II zur Flotte der Crossair. In den Jahren 1980 bis 1984 folgten weitere 9 Metroliner III.[12]
- insgesamt 43 Saab 340 – Die Flugzeuge dieses Typs gelangten ab Juli 1984 zur Flotte. Bereits 1989 schied eine erste Maschine aus der Flotte aus, während andere Maschinen noch bis ins Jahr 2000 eingeflottet wurden. Die letzten zwei Maschinen standen laut airfleets.net noch 2005 bei Crossair im Dienst. Drei Maschinen wurden auch für die Tochtergesellschaft Crossair Europe eingesetzt und flogen bei der Tochter nach EU-Recht[13] mit französischen Kennzeichen,[14] teils auch für die Crossair.[15]
- insgesamt 35 Saab 2000 – Ab Ende August 1994 bis Ende April 1999 gesellten sich die Flugzeuge des Typs Saab 2000 zur Flotte, welche bis auf 4 Maschinen mehrheitlich Ende März 2002 an die Swiss übergingen.[16]
- insgesamt 24 BAe 146 – erste Maschine ausgeliefert im Mai 1990, letzter Zugang im Oktober 1999, erster Abgang 1993, 19 Flugzeuge gingen im März 2002 an die Swiss International Air Lines;[17] Ende der neunziger Jahre gegen neuere Modelle des Typs Avro RJ85 (4 Stück) sowie Avro RJ100 (14 Stück) (genannt „Jumbolino“) ausgetauscht.
- insgesamt 5 Fokker 50 – erster Zulauf im Mai 1990, letzte Maschine kam im Juli 1991 zur Flotte. Im Oktober 1995 wurde die erste Maschine weg gegeben, im Dezember 1995 verliess die letzte Maschine die Schweiz.[18]
- insgesamt 15 McDonnell Douglas MD-81/82/83 – ab Oktober 1995 bis März 1999 eingeflottet, wurden die meisten Flugzeuge 2001 und 2002 abgegeben, wobei das Flugzeug HB-INW nach fast zwei Jahren bei Spanair im Jahr 2003 zur Crossair zurück gelangte und als einzige Maschine bis 2006 für Crossair im Register stand.[19]
- insgesamt 22 Embraer 145 – erster Zulauf am 4. März 2000, die letzte Maschine kam zur Crossair just zwei Wochen, bevor alle Flugzeuge Ende März 2002 an die Swiss International Air Lines gingen.[20]

Einige Flugzeuge wurden an andere Fluggesellschaften vermietet. So operierte mehrfach eine MD-83 in den aufkommensschwachen Wintermonaten mitsamt der Crossair-Crew u. a. auch bei DINAR Lineas Aereas in Argentinien, die HB-INW flog dabei 1997 in den Farben der Dinar.

## Zwischenfälle
In den Jahren 2000 und 2001 litt der Ruf der Crossair unter zwei Flugunfällen, für die jeweils Pilotenfehler verantwortlich waren.
- Am 10. Januar 2000 stürzte eine Saab 340 (Luftfahrzeugkennzeichen HB-AKK) der Crossair kurz nach dem Start in Zürich bei Nassenwil ab, als sie unabsichtlich in einen Spiralsturz gebracht wurde. Alle 10 Menschen an Bord wurden getötet (siehe auch Crossair-Flug 498).[22]

- Am 24. November 2001 wurde mit einer Avro RJ100 (HB-IXM) beim Anflug auf den Flughafen Zürich die Mindestsinkflughöhe unterschritten und die Maschine ins Gelände geflogen. Bei diesem CFIT (Controlled flight into terrain) wurden von 33 Menschen an Bord 24 getötet. Die Maschine befand sich auf dem Flug von Berlin-Tegel nach Zürich, als sie in Dunkelheit und leichtem Schneeregen ca. 5 Kilometer vor der Piste 28 Baumberührung hatte und in einen Wald flog (siehe auch Crossair-Flug 3597).[23]

## Trivia

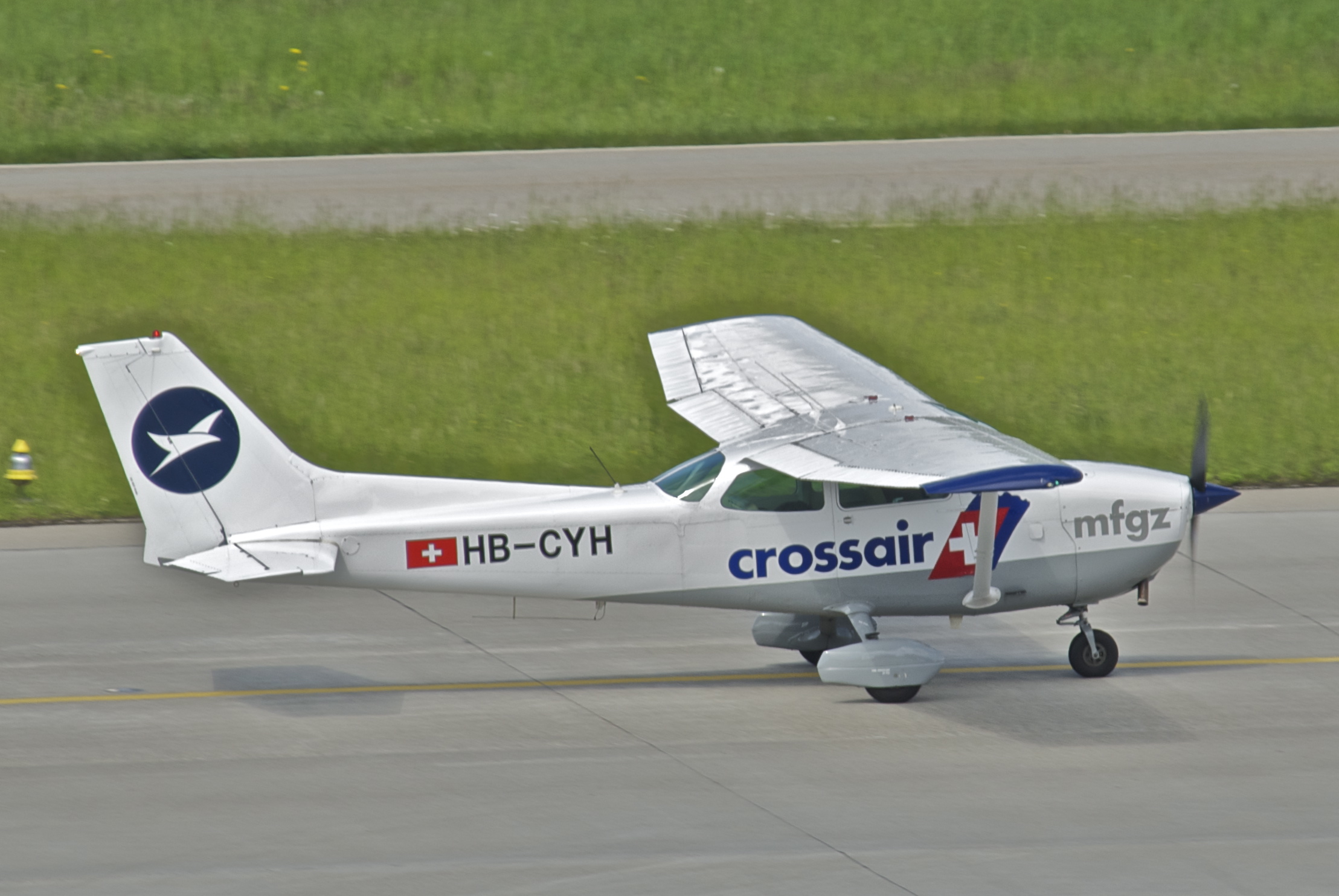
Die Cessna 172 der Motorfluggruppe Zürich mit dem Crossair-Logo

- Die Marke Crossair wurde von der Swiss im Jahr 2009 aus der Konkursmasse der Swissair gekauft. Damit der Schutz der Marke gewährleistet bleibt, betreibt die Motorfluggruppe Zürich seit 2011 eine Cessna 172 mit dem Crossair-Schriftzug und bietet damit auch kommerzielle Flüge an. Dieselbe Gruppe betreibt auch ein Flugzeug mit dem Swissair-Logo.[24]